# Federico de Sajonia-Altemburgo (1599-1625)
Federico de Sajonia-Altemburgo (Torgau, 12 de febrero de 1599-Seelze, 25 de octubre de 1625). Noble alemán perteneciente a la rama ernestina de la Casa de Wettin, fue duque de Sajonia-Altemburgo y duque de Jülich-Cleves-Berg.
Federico es a veces llamado "Federico el joven" para distinguirlo del príncipe Federico de Sajonia-Weimar, ya que ambos fueron llamados "Federico de Sajonia-Weimar".

## Biografía
Federico fue el tercer hijo del duque Federico Guillermo I de Sajonia-Weimar y su segunda esposa, la condesa palatina Ana María de Wittelsbach, hija primogénita del duque Felipe Luis del Palatinado-Neoburgo y de Ana de Cléveris. Esta última era hija del duque Guillermo V el Rico y de la archiduquesa austriaca María de Habsburgo. 
Después de la muerte de su padre Federico heredó el ducado de Sajonia-Altemburgo junto con sus hermanos Juan Felipe, Juan Guillermo y Federico Guillermo II. Sus tutores fueron el Elector Christian II de Sajonia y su tío, el duque Juan II de Sajonia-Weimar. Después de que Juan II murió en 1605, Christian II era su único guardián.
Después de la Guerra de la sucesión de Jülich, los hermanos fueron enfeudados con los ducados de Jülich, Cleves y Berg. Sin embargo, todavía eran menores de edad y sólo se les permitió utilizar el título y el escudo de armas. En 1612, los hermanos fueron matriculados en la Universidad de Leipzig para completar su educación. Federico y Juan Felipe participaron en el Congreso de la princesa en Naumburgo en 1614, donde se creó la alianza entre la herencia de Brandeburgo, Hesse y Sajonia.
En 1618, el hermano mayor Juan Felipe cumplió la mayoría de edad y comenzó a gobernar de forma independiente. Los hermanos más jóvenes decidieron permitir que Juan Felipe continuara gobernando solo, cuando cumplieron la mayoría de edad, a cambio de una viudedad. Al principio, esto fue acordado durante un número limitado de años. En 1624, sin embargo, la disposición se hizo permanente.
Federico estuvo al servicio del elector Juan Jorge I de Sajonia y luchó en la Guerra de los Treinta Años en Lusacia y Bohemia. A partir de 1622, dirigió su propio cuerpo de tropas, sin embargo, estos se dispersaron por falta de pago. Federico entonces entró al servicio del duque Cristián el Joven de Brunswick-Wolfenbüttel. Durante la Batalla de Stadtlohn el 6 de agosto de 1623, Federico y el duque Guillermo de Sajonia-Weimar fueron capturados por el conde de Tilly, que entregó los duques al Emperador. Federico permaneció encarcelado durante un tiempo. En 1624, Juan George I intervino y fue puesto en libertad.
En 1625 Federico se convirtió en comandante de la caballería en el servicio danés. Con su regimiento formó un puesto de avanzada de Dinamarca en Seelze. Fueron atacados por Tilly y murió de una herida en la cabeza. Hans Michael Elías de Obentraut murió durante la misma escaramuza. El cuerpo de Federico fue enterrado primero en Hanóver y más tarde trasladado a la Iglesia de los Hermanos en Altemburgo. Murió soltero y sin descendencia.